# Лена (зображення)

Лена Седерберґ

«Лена» (англ. Lenna, Lena, швед. Lena) — назва стандартного тестового зображення, що широко використовується в наукових роботах для перевірки та ілюстрації алгоритмів обробки зображень (стиснення, прибирання шуму, розмиття тощо). Тестове зображення — фрагмент оцифрованого портрету шведської моделі Лени Седерберґ, котрий є розворотом журналу Playboy за листопад 1972 року.
В 1973 році Олександру Савчуку з Університету Південної Каліфорнії для ілюстрації статті на тему обробки зображень знадобився фотопортрет з хорошим динамічним діапазоном. Савчук відсканував фрагмент постера з Playboy. Він використав сканер з роздільною здатністю 100 ліній на дюйм, в результаті зображення вийшло 512 на 512 точок. Незабаром ця картинка стала для індустрії стандартом де-факто: на ній перевірялись і відпрацьовувались всі можливі прийоми корекції зображень, відточувалися нові алгоритми обробки.
В 1997 році Лена Седерберґ відвідала ювілейну конференцію Society for Imaging Science and Technology в Кембриджі.